# Minna Nieminen
Minna Nieminen (Lappeenranta, 31 agosto 1976) è una canottiera finlandese, vincitrice della medaglia d'argento nel 2 di coppia pesi leggeri a Pechino 2008.

## Palmarès
- Olimpiadi

Pechino 2008: argento nel 2 di coppia pesi leggeri.
- Campionati del mondo di canottaggio

2004 - Banyoles: bronzo nel singolo pesi leggeri.
2005 - Kaizu: bronzo nel 2 di coppia pesi leggeri.
2007 - Monaco di Baviera: argento nel 2 di coppia pesi leggeri.
- Campionati europei di canottaggio

2007 - Poznań: argento nel doppio pesi leggeri.